# Кастор (Луизијана)
Кастор (енгл. Castor) град је у америчкој савезној држави Луизијана.

## Демографија
По попису из 2010. године број становника је 258, што је 49 (23,4%) становника више него 2000. године.
| Група             | 2000.       | 2010.       |
| Белци             | 176 (84,2%) | 228 (88,4%) |
| Афроамериканци    | 25 (12,0%)  | 25 (9,7%)   |
| Азијати           | 0 (0,0%)    | 3 (1,2%)    |
| Хиспаноамериканци | 8 (3,8%)    | 2 (0,8%)    |
| Укупно            | 209         | 258         |